# Großsäuger

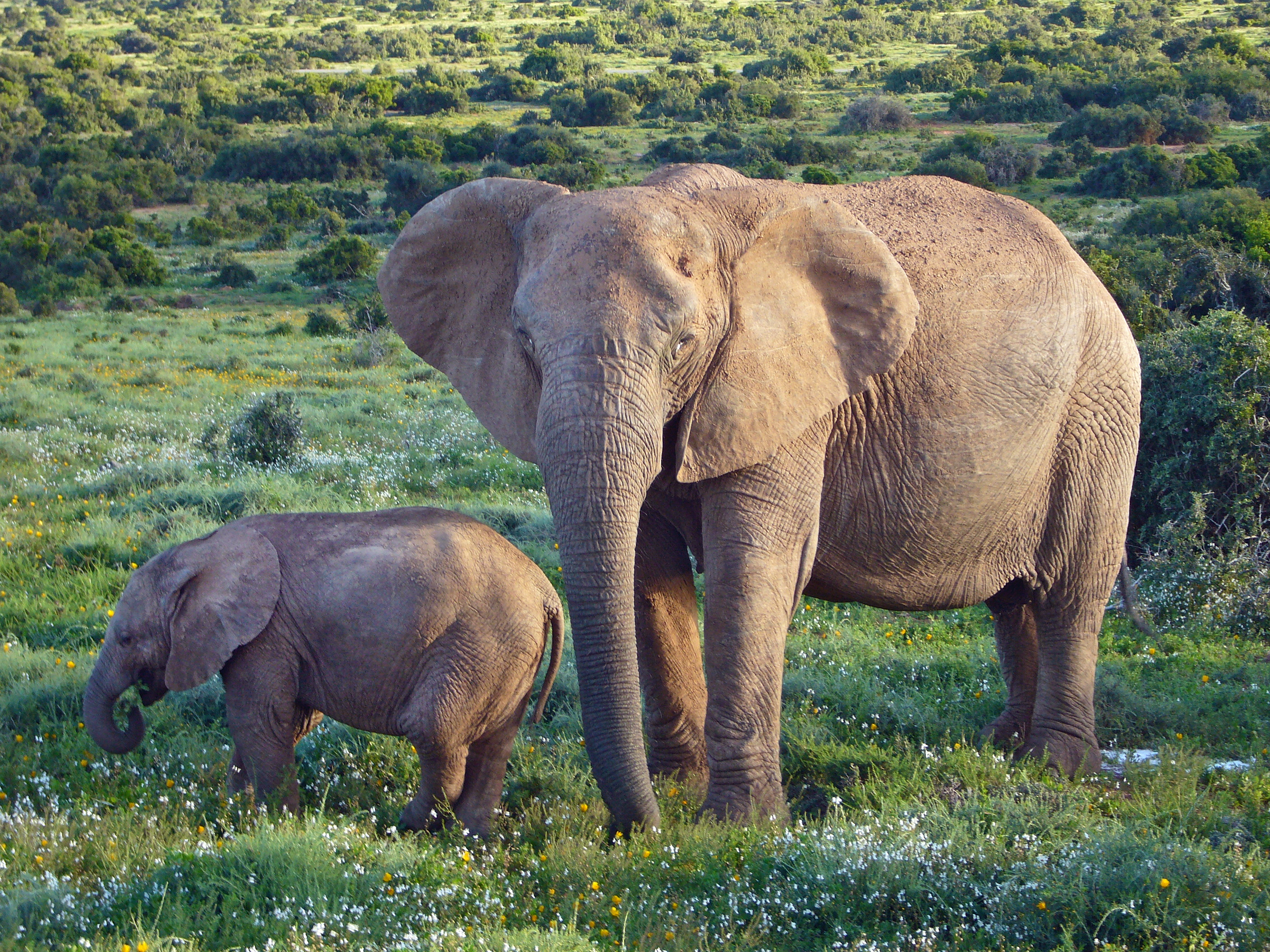
Der Afrikanische Elefant ist das schwerste Landsäugetier der Welt

Als Großsäuger werden in der Zoologie relativ großwüchsige Säugetiere (Mammalia) bezeichnet. Dabei ist die genaue Körpergröße zur Abgrenzung von anderen Säugetieren nicht einheitlich definiert. Während einige Autoren nur zwischen Groß- und Kleinsäugern unterscheiden, teilen andere Autoren die Säugetiere zusätzlich in mittelgroße Säuger ein. Der Begriff wird im Naturschutz häufig im Zusammenhang mit der Wiederansiedlung von Großsäugern verwendet, welche zuvor lokal ausgerottet wurden. In der Paläontologie steht er oft in Verbindung mit dem Aussterben vieler Großsäugerarten am Ende des Pleistozäns.

## Definition und Systematik
Der Begriff Großsäuger wird in der Literatur häufig verwendet, aber kaum definiert. Zur Abgrenzung von anderen Säugetieren kann zum einen die Körpergröße oder das Körpergewicht und zum anderen die Säugetiersystematik herangezogen werden. Beispielsweise werden alle Säugetiere mit einem Körpergewicht von über 1,6 kg oder über 15 kg als Großsäuger bezeichnet.
Generell werden unter dem Begriff Großsäuger verschiedene Säugetiergruppen gefasst, die keine verwandtschaftliche Einheit bilden. Es handelt sich somit um eine polyphyletische Gruppe, in der die große Körpergröße im Lauf der Evolution unabhängig voneinander entstanden ist. In einer Studie zu Säugetieren in Subsahara-Afrika werden folgende Ordnungen als Großsäuger definiert: Unpaarhufer (Perissodactyla), Rüsseltiere (Proboscidea), Primaten (Primates), Raubtiere (Carnivora), Wale (Cetacea) und Paarhufer (Artiodactyla). Diese Definition ist allerdings nicht global und unvollständig. So sind die dort verbreiteten Seekühe (Sirenia) und Röhrenzähner (Tubulidentata), die deutlich größer als einige Vertreter der Raubtiere und Primaten sind, nicht aufgeführt. Auf globaler Ebene müssten mindestens die Ordnungen Diprotodontia sowie die Zahnarmen (Pilosa) ergänzt werden.
Der Begriff Großsäuger wird häufig nur für terrestrische Säugetiere verwendet. Dies ist wahrscheinlich darauf zurückzuführen, dass es im Gegensatz zu kleinen Landsäugetieren keine kleinen Meeressäuger gibt. So weisen die kleinsten Meeressäuger, die Seeotter, schon eine Gesamtkörperlänge von bis zu 157 cm auf.

## Evolution der Körpergröße

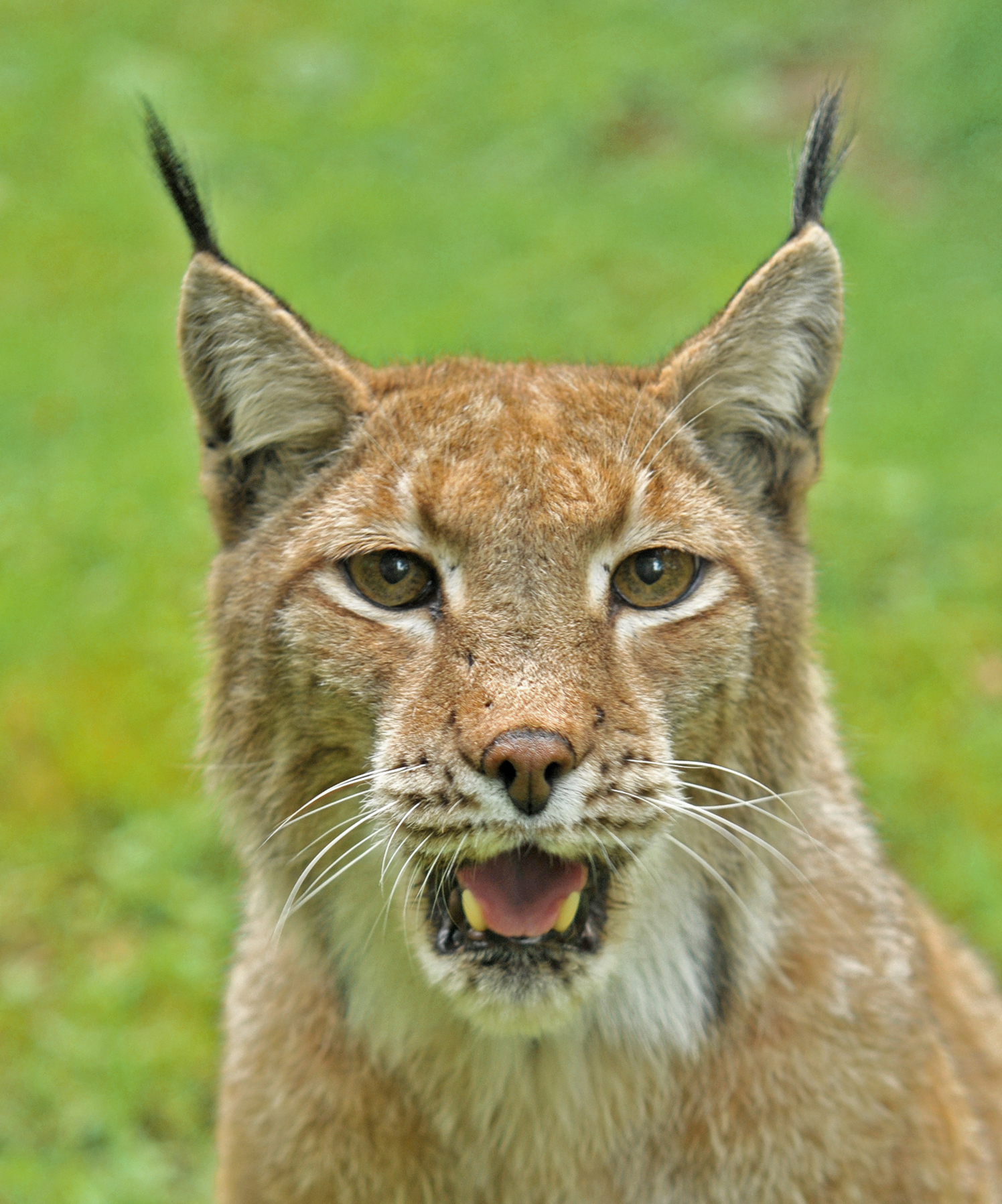
Der Eurasische Luchs wurde in Deutschland wieder angesiedelt

Die Säugetiere waren bis zum Ende der Kreidezeit mit maximal 15 kg deutlich kleiner als heute. Das Aussterben der Dinosaurier war der Anfangspunkt für eine Evolution vieler Säugetiere hin zu Großsäugern, da sie nun die Ökologischen Nischen der Dinosaurier einnehmen konnten.
Große Pflanzenfresser haben einen Vorteil gegenüber kleineren Pflanzenfressern, da die Nahrung durch das längere Verdauungssystem energetisch besser genutzt werden kann. Große Fleischfresser haben die Möglichkeit, auch große Pflanzenfresser zu jagen und haben Vorteile gegenüber Konkurrenten. Allerdings bringt die große Körpergröße auch Nachteile mit sich. So sind Großsäuger abhängig von einer großen Energiezufuhr und haben ein höheres Risiko auszusterben. Das maximale Körpergewicht wird außerdem von Umweltfaktoren wie z. B. der Umgebungstemperatur oder der zur Verfügung stehenden Landesfläche begrenzt.

## Bestandsdezimierung und Wiederansiedlung von Großsäugern
Mehrere einst in Europa weit verbreitete Großsäuger wurden zwischen dem 14. und 20. Jahrhundert in Deutschland und Mitteleuropa weitestgehend ausgerottet. Darunter befanden sich Wölfe, Eurasische Luchse, Braunbären, Wisente und Elche. Die Ursachen für das Aussterben waren zunehmende Einflüsse des Menschen auf die Tiere und deren Lebensräume. Waldrodung, Habitatfragmentierung und Jagd führten zu immer kleineren Populationen, die schließlich nicht überleben konnten.
Durch Schutzmaßnahmen konnten sich in den letzten Jahrzehnten Reliktpopulation erholen und ausbreiten. Vor allem östlich von Deutschland, aber auch im Alpenraum, überlebten einige Populationen. So kehrten z. B. Wölfe und Elche aus dem benachbarten Polen in den Nationalpark Unteres Odertal zurück.
Zusätzliche Wiederansiedlungsprojekte sorgten für eine Zunahme der heutigen Bestände der Großsäuger in Deutschland und Mitteleuropa. Im Nationalpark Harz wurden beispielsweise seit 2000 24 Eurasische Luchse ausgewildert. Das erste Projekt zur halbwilden Ansiedlung von Wisenten findet im Rothaargebirge statt.
Bislang hat sich der Braunbär in Deutschland nicht wieder angesiedelt. Der erste Versuch von „Bruno“, der aus Italien in das deutsch-österreichische Grenzgebiet einwanderte, endete tödlich. In anderen mitteleuropäischen Ländern konnte der Braunbär hingegen aus angrenzenden Ländern erfolgreich zuwandern. Auch hier halfen zusätzliche Wiederansiedlungsmaßnahmen die Populationen zu stärken.
Nach Angaben des WWF ist das Java-Nashorn der weltweit seltenste Großsäuger.

## Aussterbeereignis am Ende des Pleistozäns
Siehe auch: Aussterben der Großsäuger am Ende des Pleistozäns

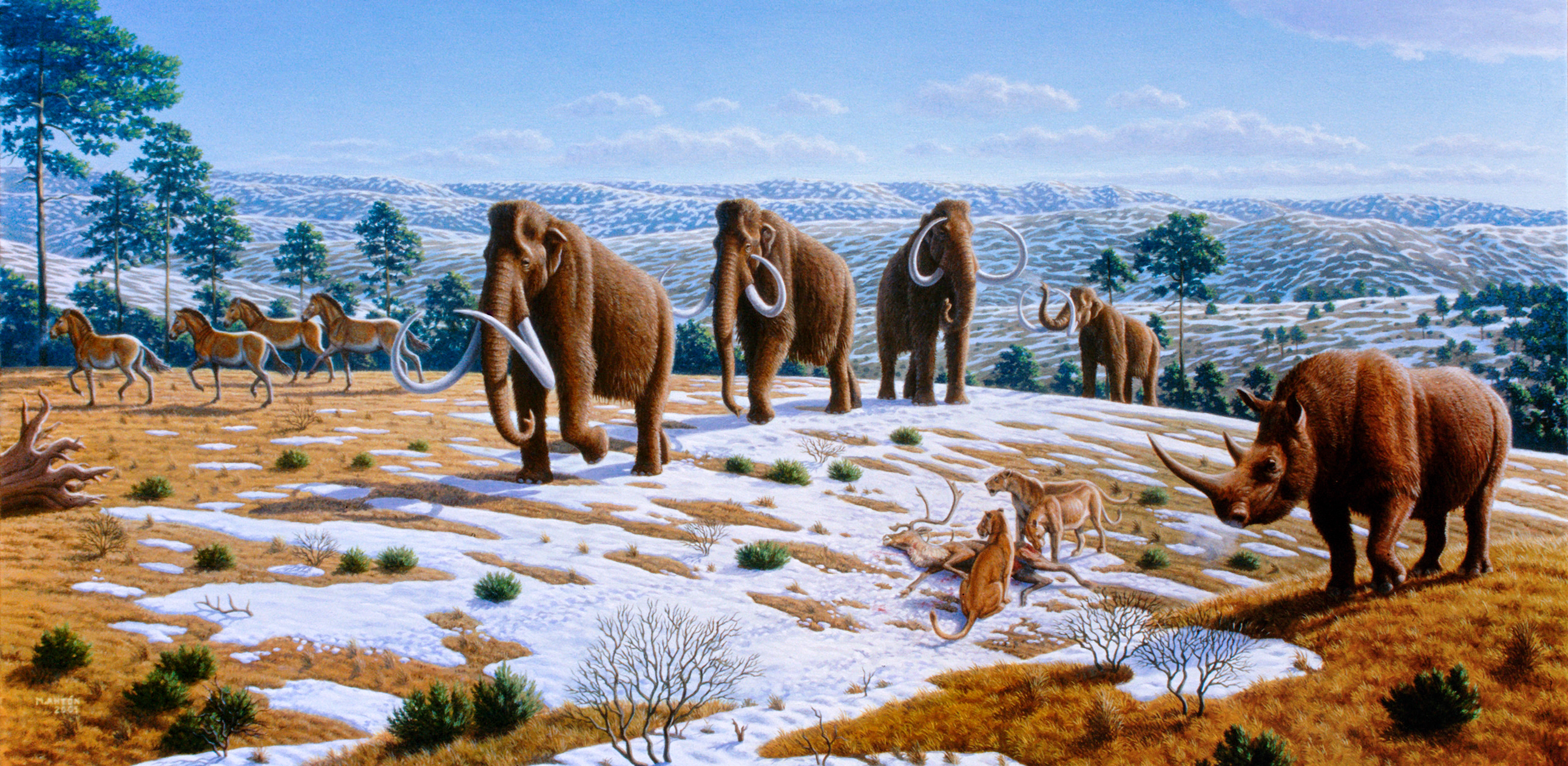
Lebendrekonstruktion der pleistozänen Großsäuger

Vor 50.000 bis 10.000 Jahren (Ende des Pleistozäns) kam es zu einem weltweiten Aussterben mehrerer Großsäugerarten. In Europa herrschte zu dieser Zeit die letzte Eiszeit. Unter anderem starben die in Deutschland verbreiteten Wollhaarmammuts (Mammuthus primigenius), Wollnashörner (Coelodonta antiquitatis), Höhlenlöwen (Panthera spelaea), Höhlenbären (Ursus spelaeus) und Riesenhirsche (Megaloceros giganteus) aus. Die Gründe für die weltweit ungewöhnlich hohen Aussterberaten sind umstritten. Erklärungsversuche umfassen Klimaveränderungen oder der Einfluss des Menschen („Overkill-Hypothese“).